# Europese kampioenschappen indooratletiek 1983
De Europese kampioenschappen indooratletiek 1983 werden van 5 tot en met 6 maart 1983 gehouden in het Budapest Sportcsarnok in de Hongaarse hoofdstad Boedapest. Het was de eerste maal dat de kampioenschappen in Hongarije en in dit stadion gehouden werden. In 1988 volgde een tweede, en vooralsnog laatste, editie.

## Medailles

### Mannen
| Onderdeel            | Goud                              | Goud     | Zilver                              | Zilver   | Brons                                              | Brons    |
| -------------------- | --------------------------------- | -------- | ----------------------------------- | -------- | -------------------------------------------------- | -------- |
| 60 m                 | Stefano Tilli Italië              | 6,63     | Christian Haas West-Duitsland       | 6,64     | Valentin Atanasov Bulgarije                        | 6,66     |
| 200 m                | Aleksandr Jevgenjev Sovjet-Unie   | 20,97    | Jacques Borlée België               | 21,13    | István Nagy Hongarije                              | 21,18    |
| 400 m                | Jevgeni Lomtev Sovjet-Unie        | 46,20    | Ainsley Bennett Verenigd Koninkrijk | 46,43    | Ángel Heras Spanje                                 | 46,57    |
| 800 m                | Colomán Trabado Spanje            | 1.46,91  | Peter Elliott Verenigd Koninkrijk   | 1.47,58  | Thierry Tonnelier Frankrijk                        | 1.47,68  |
| 1500 m               | Thomas Wessinghage West-Duitsland | 3.39,82  | José Manuel Abascal Spanje          | 3.40,39  | Antti Loikkanen Finland                            | 3.41,31  |
| 3000 m               | Dragan Zdravković Joegoslavië     | 7.54,73  | Valeri Abramov Sovjet-Unie          | 7.57,79  | Uwe Mönkemeyer West-Duitsland                      | 7.58,11  |
| 60 m horden          | Thomas Munkelt Oost-Duitsland     | 7,48     | Arto Bryggare Finland               | 7,60     | Andreas Oschkenat Oost-Duitsland                   | 7,63     |
| 5000 m snelwandelen  | Anatoli Solomin Sovjet-Unie       | 19.19,93 | Jevgeni Jevsjoekov Sovjet-Unie      | 19.41,66 | Erling Andersen Noorwegen                          | 20.00,68 |
| Verspringen          | László Szalma Hongarije           | 7,95     | Gyula Pálóczi Hongarije             | 7,90     | Jens Knipphals West-Duitsland                      | 7,82     |
| Hink-stap-springen   | Mykola Moesiënko Sovjet-Unie      | 17,12    | Gennadi Valjoekevitsj Sovjet-Unie   | 16,94    | Béla Bakosi Hongarije                              | 16,90    |
| Hoogspringen         | Carlo Thränhardt West-Duitsland   | 2,32     | Gerd Nagel West-Duitsland           | 2,30     | Massimo Di Giorgio ItaliëMirosław Włodarczyk Polen | 2,27     |
| Polsstokhoogspringen | Vladimir Poljakov Sovjet-Unie     | 5,60     | Aleksandrs Obižajevs Sovjet-Unie    | 5,60     | Patrick Abada Frankrijk                            | 5,55     |
| Kogelstoten          | Jānis Bojārs Sovjet-Unie          | 20,56    | Aleksandr Barysjnikov Sovjet-Unie   | 20,44    | Ivan Ivančić Joegoslavië                           | 20,26    |

### Vrouwen
| Onderdeel    | Goud                                    | Goud    | Zilver                               | Zilver  | Brons                             | Brons   |
| ------------ | --------------------------------------- | ------- | ------------------------------------ | ------- | --------------------------------- | ------- |
| 60 m         | Marlies Göhr Oost-Duitsland             | 7,09    | Silke Möller Oost-Duitsland          | 7,12    | Marisa Masullo Italië             | 7,19    |
| 200 m        | Marita Koch Oost-Duitsland              | 22,39   | Joan Baptiste Verenigd Koninkrijk    | 23,37   | Christina Sussiek West-Duitsland  | 23,61   |
| 400 m        | Jarmila Kratochvílová Tsjecho-Slowakije | 49,69   | Kirsten Siemon Oost-Duitsland        | 51,70   | Rositsa Stamenova Bulgarije       | 52,36   |
| 800 m        | Svetlana Kitova Sovjet-Unie             | 2.01,28 | Zuzana Moravčíková Tsjecho-Slowakije | 2.01,66 | Olga Simakova Sovjet-Unie         | 2.02,25 |
| 1500 m       | Brigitte Kraus West-Duitsland           | 4.16,14 | Maria Radu Roemenië                  | 4.17,16 | Ivana Walterová Tsjecho-Slowakije | 4.04,52 |
| 3000 m       | Jelena Sipatova Sovjet-Unie             | 9.04,40 | Agnese Possamai Italië               | 9.04,41 | Jelena Romanova Sovjet-Unie       | 9.15,71 |
| 60 m horden  | Bettine Jahn Oost-Duitsland             | 7,75    | Kerstin Knabe Oost-Duitsland         | 7,96    | Tetjana Maljoevanets Sovjet-Unie  | 8,07    |
| Verspringen  | Eva Murková Tsjecho-Slowakije           | 6,77    | Helga Radtke Oost-Duitsland          | 6,63    | Heike Daute Oost-Duitsland        | 6,61    |
| Hoogspringen | Tamara Bykova Sovjet-Unie               | 2,03    | Larisa Kositsyna Sovjet-Unie         | 1,94    | Maryse Maury Frankrijk            | 1,92    |
| Kogelstoten  | Helena Fibingerová Tsjecho-Slowakije    | 20,61   | Helma Knorscheidt Oost-Duitsland     | 20,35   | Zdeňka Šilhavá Tsjecho-Slowakije  | 19,56   |

### Medailleklassement
| Plaats | Land                | Goud | Zilver | Brons | Totaal |
| 1      | Sovjet-Unie         | 9    | 6      | 3     | 18     |
| 2      | Oost-Duitsland      | 4    | 5      | 2     | 11     |
| 3      | West-Duitsland      | 3    | 2      | 3     | 8      |
| 4      | Tsjecho-Slowakije   | 3    | 1      | 2     | 6      |
| 5      | Hongarije           | 1    | 1      | 2     | 4      |
| 5      | Italië              | 1    | 1      | 2     | 4      |
| 7      | Spanje              | 1    | 1      | 1     | 3      |
| 8      | Joegoslavië         | 1    | 0      | 1     | 2      |
| 9      | Verenigd Koninkrijk | 0    | 3      | 0     | 3      |
| 10     | Finland             | 0    | 1      | 1     | 2      |
| 11     | België              | 0    | 1      | 0     | 1      |
| 11     | Roemenië            | 0    | 1      | 0     | 1      |
| 13     | Frankrijk           | 0    | 0      | 3     | 3      |
| 14     | Bulgarije           | 0    | 0      | 2     | 2      |
| 15     | Polen               | 0    | 0      | 1     | 1      |
| 15     | Noorwegen           | 0    | 0      | 1     | 1      |
| Totaal | Totaal              | 23   | 23     | 24    | 70     |

1970 ·
1971 ·
1972 ·
1973 ·
1974 ·
1975 ·
1976 ·
1977 ·
1978 ·
1979 ·
1980 ·
1981 ·
1982 ·
1983 ·
1984 ·
1985 · 
1986 · 
1987 · 
1988 · 
1989 · 
1990 · 
1992 · 
1994 · 
1996 · 
1998 · 
2000 · 
2002 · 
2005 · 
2007 · 
2009 ·
2011 ·
2013 ·
2015 ·
2017 ·
2019 ·
2021 ·
2023 ·
2025
Belgische medaillewinnaars · Nederlandse medaillewinnaars